# Arthur Hope, II barone Rankeillour
Oswald Arthur James Hope, II barone Rankeillour (Londra, 7 maggio 1897 – 26 maggio 1958), è stato un politico inglese.

## Biografia
Nacque a Marylebone, in Inghilterra, figlio di James Fitzalan Hope, I barone Rankeillour, e della sua prima moglie, Mabel Ellen Riddell. Studiò alla Oratory School, a Sandhurst.

## Carriera
Si arruolò Coldstream Guards nel 1914, allo scoppio della prima guerra mondiale, raggiungendo il grado di capitano. Venne ferito in azione in Francia e fu insignito della croce di guerra e della Croix de Guerre.
Lasciò l'esercito alla fine della guerra. Entrò nel partito conservatore e nel 1924 venne eletto al Parlamento nel collegio di Nuneaton, nel Warwickshire. Rappresentò, nella Camera dei comuni, Nuneaton (1924-1929) e Birmingham Aston (1931-1940).
Ricoprì la carica di Segretario privato del colonnello George Lane Fox. Fu un giocatore di cricket.
Venne nominato Governatore di Madras nel 1940.

## Matrimonio
Sposò, il 2 giugno 1919, Grizel Gilmour, seconda figlia del generale di brigata Sir Robert Gordon Gilmour (1857-1939) e Lady Susan Lygon (1870-1962). Ebbero quattro figlie:
- Bridget Mary Hope (1920)
- Jean Margaret Hope (1923)
- Alison Mary Hope (1927)
- Barbara Mary Hope (1930)

## Morte
Morì il 26 maggio 1958 all'età di 61 anni.

## Ascendenza
|                                           |               |                                            | Genitori                           |  |  | Nonni |  |  | Bisnonni       |  |  | Trisnonni                       |  |
|                                           |               |                                            |                                    |  |  |       |  |  | Alexander Hope |  |  | John Hope, II conte di Hopetoun |  |
|                                           |               |                                            |                                    |  |  |       |  |  | Alexander Hope |  |  | John Hope, II conte di Hopetoun |  |
|                                           |               | Elizabeth Leslie                           |                                    |  |  |       |  |  | Alexander Hope |  |  |                                 |  |
| James Robert Hope-Scott                   |               |                                            |                                    |  |  |       |  |  | Alexander Hope |  |  |                                 |  |
|                                           |               | Georgiana Brown                            | George Brown                       |  |  |       |  |  |                |  |  |                                 |  |
|                                           |               | Georgiana Brown                            | George Brown                       |  |  |       |  |  |                |  |  |                                 |  |
|                                           |               | Georgiana Brown                            | Dorothea Dundas                    |  |  |       |  |  |                |  |  |                                 |  |
| James Fitzalan Hope, I barone Rankeillour |               | Georgiana Brown                            |                                    |  |  |       |  |  |                |  |  |                                 |  |
|                                           |               | Henry Fitzalan-Howard, XIV duca di Norfolk | Henry Howard, XIII duca di Norfolk |  |  |       |  |  |                |  |  |                                 |  |
|                                           |               | Henry Fitzalan-Howard, XIV duca di Norfolk | Henry Howard, XIII duca di Norfolk |  |  |       |  |  |                |  |  |                                 |  |
|                                           |               | Henry Fitzalan-Howard, XIV duca di Norfolk | Charlotte Sophia Leveson-Gower     |  |  |       |  |  |                |  |  |                                 |  |
| Victoria Fitzalan-Howard                  |               | Henry Fitzalan-Howard, XIV duca di Norfolk |                                    |  |  |       |  |  |                |  |  |                                 |  |
|                                           |               | Augusta Lyons                              | Edmund Lyons, I barone Lyons       |  |  |       |  |  |                |  |  |                                 |  |
|                                           |               | Augusta Lyons                              | Edmund Lyons, I barone Lyons       |  |  |       |  |  |                |  |  |                                 |  |
|                                           |               | Augusta Lyons                              | Augusta Louisa Rogers              |  |  |       |  |  |                |  |  |                                 |  |
| Arthur Hope, II barone Rankeillour        |               | Augusta Lyons                              |                                    |  |  |       |  |  |                |  |  |                                 |  |
|                                           | Ralph Riddell | Ralph Riddell                              |                                    |  |  |       |  |  |                |  |  |                                 |  |
|                                           | Ralph Riddell | Ralph Riddell                              |                                    |  |  |       |  |  |                |  |  |                                 |  |
|                                           | Ralph Riddell | Mary Thornburgh                            |                                    |  |  |       |  |  |                |  |  |                                 |  |
| Francis Henry Riddell                     | Ralph Riddell |                                            |                                    |  |  |       |  |  |                |  |  |                                 |  |
|                                           |               | Isabella Salvin                            | William Salvin                     |  |  |       |  |  |                |  |  |                                 |  |
|                                           |               | Isabella Salvin                            | William Salvin                     |  |  |       |  |  |                |  |  |                                 |  |
|                                           |               | Isabella Salvin                            | Catherine Thornton                 |  |  |       |  |  |                |  |  |                                 |  |
| Mabel Ellen Riddell                       |               | Isabella Salvin                            |                                    |  |  |       |  |  |                |  |  |                                 |  |
|                                           |               | Michael Henry Blount                       | Michael Blount                     |  |  |       |  |  |                |  |  |                                 |  |
|                                           |               | Michael Henry Blount                       | Michael Blount                     |  |  |       |  |  |                |  |  |                                 |  |
|                                           |               | Michael Henry Blount                       | Catherine Petre                    |  |  |       |  |  |                |  |  |                                 |  |
| Ellen Blount                              |               | Michael Henry Blount                       |                                    |  |  |       |  |  |                |  |  |                                 |  |
|                                           |               | Elizabeth Anne Mary Petre                  | Robert Petre, X barone Petre       |  |  |       |  |  |                |  |  |                                 |  |
|                                           |               | Elizabeth Anne Mary Petre                  | Robert Petre, X barone Petre       |  |  |       |  |  |                |  |  |                                 |  |
|                                           |               | Elizabeth Anne Mary Petre                  | Mary Bridget Howard                |  |  |       |  |  |                |  |  |                                 |  |
|                                           |               | Elizabeth Anne Mary Petre                  |                                    |  |  |       |  |  |                |  |  |                                 |  |